# Schloss Altensteig

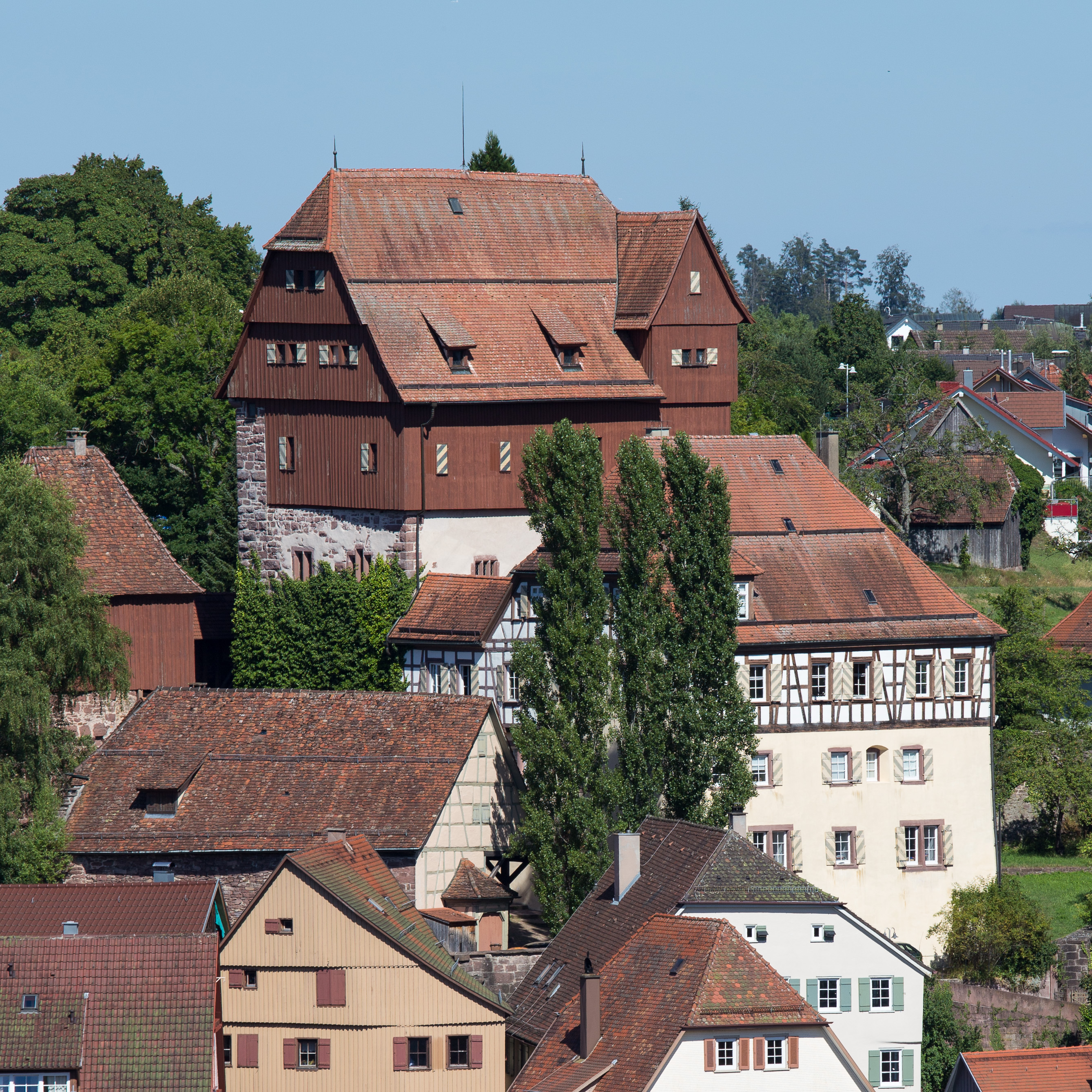
Altes und Neues Schloss

Schloss Altensteig ist eine Schlossanlage am Nordrand der Altstadt von Altensteig im Landkreis Calw in Baden-Württemberg. Das Alte Schloss ist aus einer hochmittelalterlichen Burg hervorgegangen. Das Neue Schloss wurde Anfang des 17. Jahrhunderts erbaut. Heute befindet sich im Alten Schloss ein Museum.

## Geschichte
Die Burg, auf deren Mauern das Alte Schloss errichtet wurde, stammt vermutlich aus dem 12. Jahrhundert. 1287 wird das Schloss im Besitz der Grafen von Hohenberg erstmals erwähnt. Hermann, Sohn des Markgrafen Rudolf von Baden eroberte die Stadt, musste sie 1288 aber wieder an Graf Burkhard von Hohenberg zurückgeben. 1398 verkauften die Hohenberger die Herrschaft Altensteig an die Markgrafen von Baden. Das Schloss wurde Sitz der badischen Vögte.
Im Jahr 1603 kam Altensteig im Zuge eines Gebietstauschs an das Herzogtum Württemberg. Heinrich Schickhardt erbaute ab 1605 das Neue Schloss als Amts- und Wohnsitz des württembergischen Obervogts. Das alte Schloss diente ab dem 18. Jahrhundert als Fruchtspeicher.

## Beschreibung

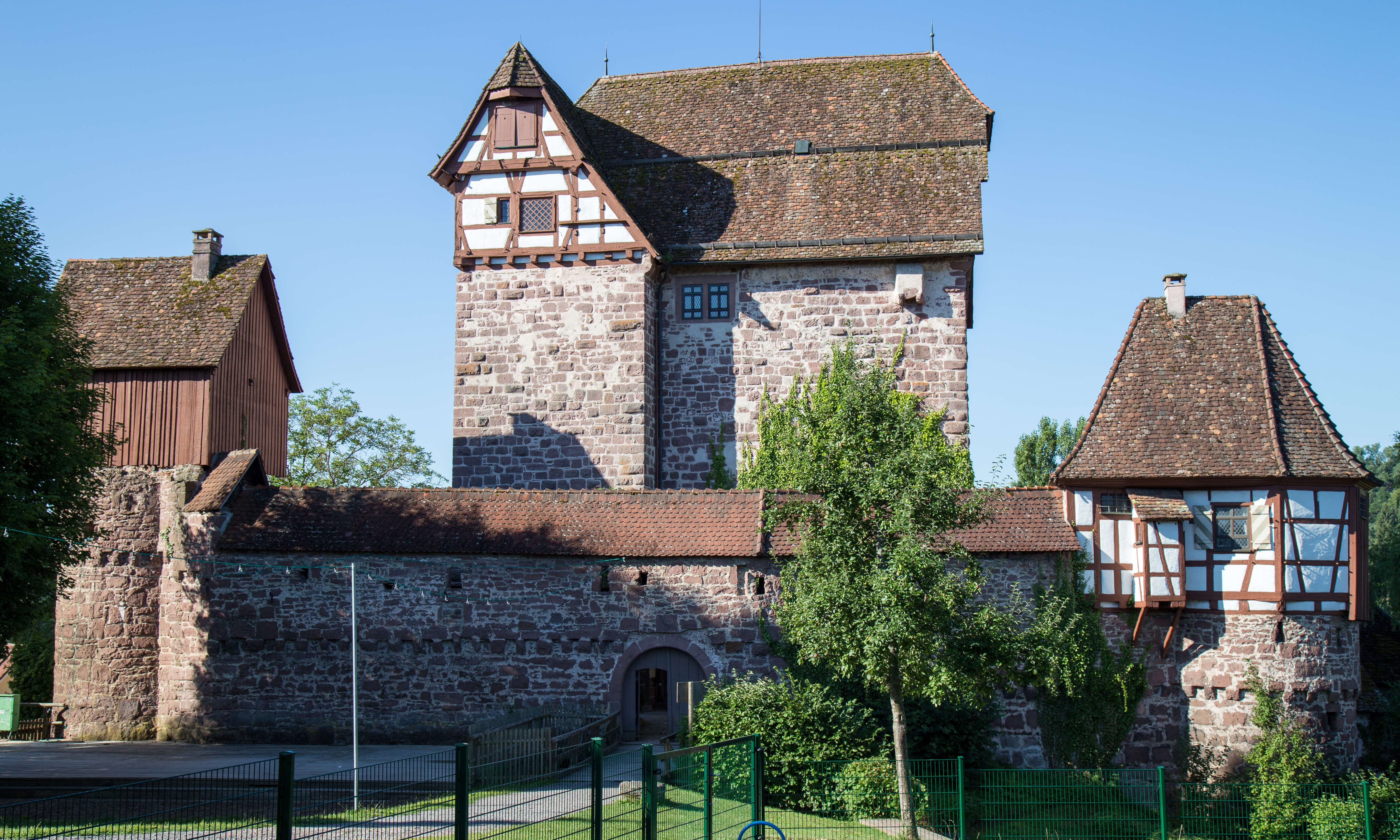
Nordansicht mit Wehrgang und Türmen

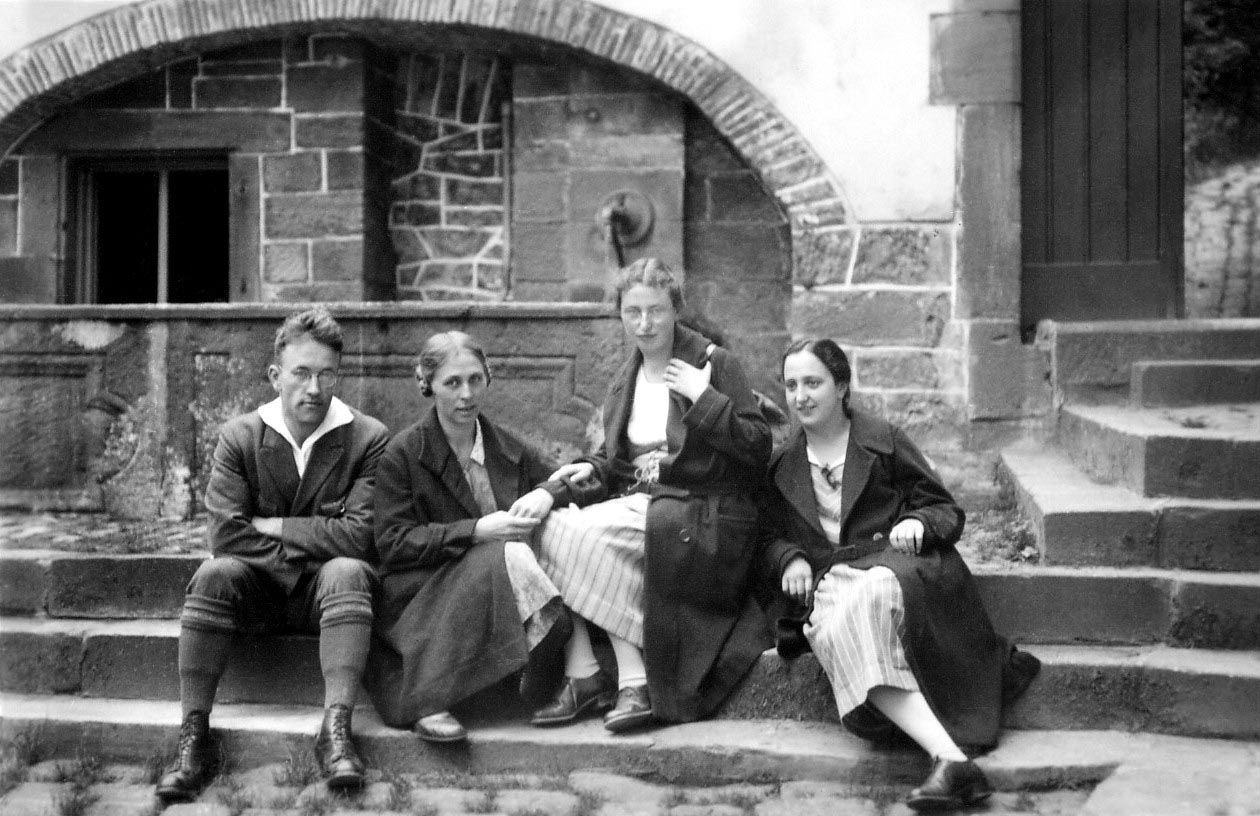
Brunnen im Schlossbereich, Foto von 1930. Der Brunnen wurde früher von einer Quelle außerhalb der Stadt gespeist, deren Wasser über Deichelrohre hergeleitet wurde.

### Altes Schloss
Der untere Teil des markanten Wohnturms mit einer Grundfläche von rund 11 Metern mal 16 Metern besteht aus Sandsteinmauerwerk. Die Bauweise lässt auf eine Entstehung im 12. und 13. Jahrhundert schließen. Darauf wurde vermutlich im 15. Jahrhundert ein alemannischer Holzfachwerkbau aufgesetzt. In den sechs Geschossen waren Keller, Dürnitz, Küche, Wohn- und Gesinderäume untergebracht. Im zweiten Obergeschoss befindet sich der größte, heute „Rittersaal“ genannte Raum.
Auf der Nordseite wurde die Schlossanlage durch eine Mauer mit Wehrgang und zwei Türmen geschützt. Die Türme dienten einst als Gefängnis. Während der westliche, „Himmel“ genannte Turm durch vergitterte Fenster ins Freie blicken ließ, befand sich im östlichen, „Hölle“ genannten Turm ein 15 Meter tiefes Verlies. An die Befestigung schloss sich die Stadtmauer an.

### Neues Schloss
Der Fachwerkbau auf einem Steinsockel ist talseitig dem alten Schloss vorgesetzt. Dazwischen befindet sich ein kleiner Innenhof. In Jacob Rammingers Seebuch von 1613 ist das neue Schloss mit zwei Erkern an der Südseite abgebildet, die nicht mehr erhalten sind.

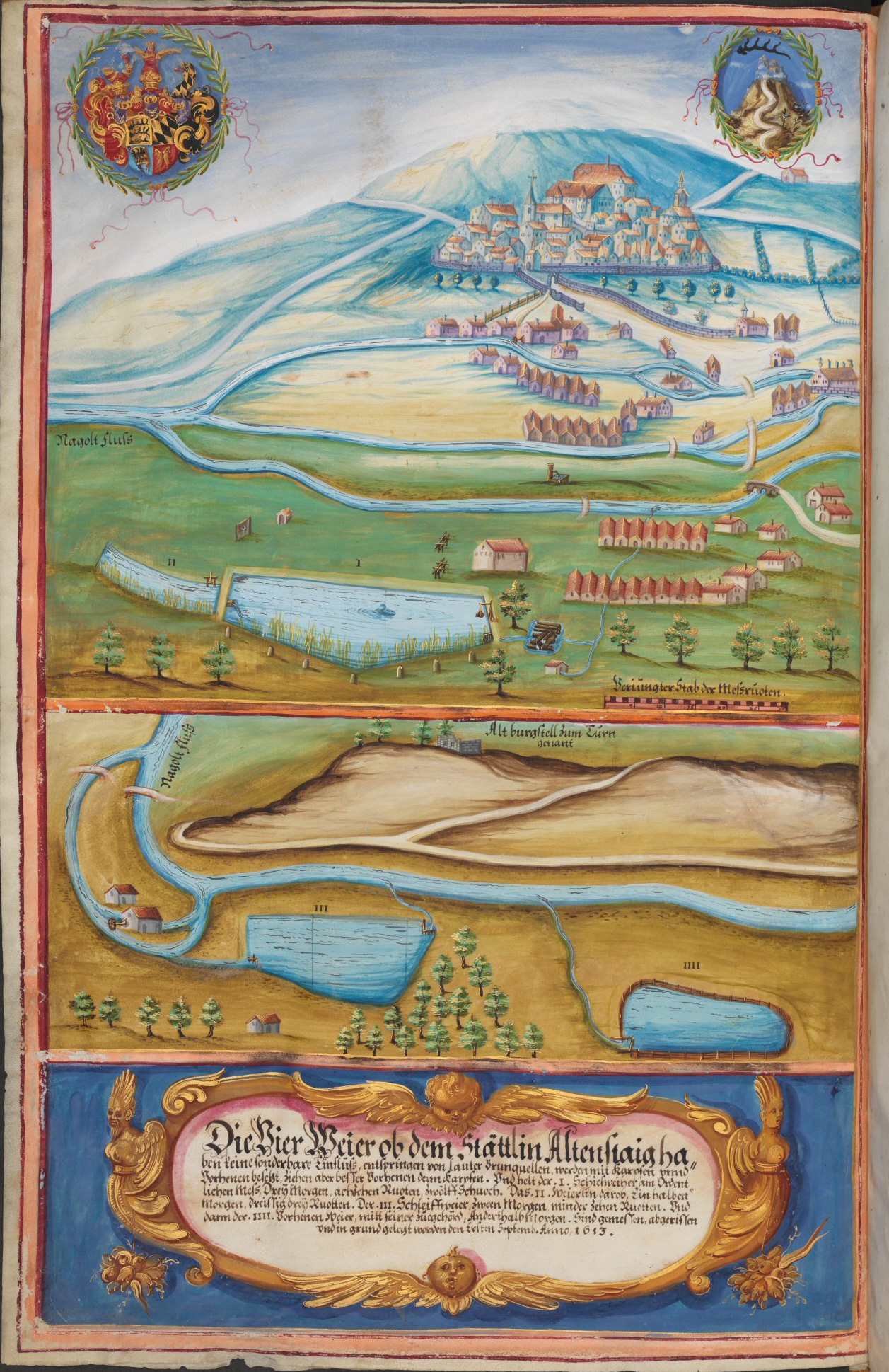
Altensteig in Rammingers Seebuch

## Nutzung
Ab 1977 ließ das Land Baden-Württemberg das neue Schloss sanieren, in dem später die Forstverwaltung untergebracht wurde. 1982 begannen die Sanierungsarbeiten im alten Schloss. Mit Unterstützung durch den dafür gegründeten Heimat- und Geschichtsverein konnte 1985 das Museum im Alten Schloss eröffnet und in den folgenden Jahren erweitert werden. In den historischen Räumen zeigt das Museum Exponate zur Geschichte der Region, zur Flößerei und zu Handwerksberufen im Schwarzwald.